# Narraga angelata
Narraga angelata là một loài bướm đêm trong họ Geometridae.